# Експлікація
Експліка́ція (лат. explicatio, від explico — пояснюю, розгортаю) — метод розкриття суті та значення предмету. Використовується в аналітичній філософії та літературній критиці.  
Згідно з означенням Рудольфа Карнапа, експлікація — це пояснення, яке дозволяє замінити неточне поняття про предмет на точне.

## Застосування терміна
1. Наукове пояснення.[2]
2. Процес, у результаті якого розкривається зміст певної єдності, а її частини набувають самостійного існування і можуть відрізнятись одна від іншої. В цьому розумінні термін «експлікація» широко використовується в ідеалістичній філософії .[3]
3. Логіко-методологічний засіб заміщення звичного, але неточного поняття чи уявлення, точним науковим поняттям.[1]
4. Пояснення умовних позначень на планах, картах тощо (див. Легенда ).[4]
5. Режисерський план постановки спектаклю.[4]
6. Короткий письмовий супровід експозиції музею або вистави, який містить пояснення та їх оцінку.[3]
7. Частина підпису під ілюстрацією (формулою), яка пояснює деталі зображення (умовні позначення). Кожний елемент експлікації складається з графічного знака (цифра, літера) і пояснення.[5]

## Норми застосування методу
Послідовні етапи експлікації:
- Відбір на початковому етапі таких характеристик та ознак, за якими відбувається перенос і заміщення властивостей того предмета, який намагаються експліцирувати властивостями, здатними його пояснити, уточнити;
- пошук предметів і явищ, які носять виділені ознаки;
- вираження, тобто, експлікація відібраних ознак предмета чи явища через знайдені ознаки.